# Sonja Aldén
Sonja Aldén (født 20. december 1977 i St. Albans, Storbritannien), er en svensk sangerinde.

## Diskografi
- Till dig (2007)
- Under mitt tak (2008)
- I gränslandet (2012)
- I andlighetens rum (2013)
- Jul i andlighetens rum (2014)